# オカトラノオ属
オカトラノオ属（オカトラノオぞく、 Lysimachia）は、被子植物に属する分類群で、属の階級にある。新エングラー・クロンキストなど伝統的な体系ではサクラソウ科に属するが、APG植物分類体系第1版・第2版など分子系統学に基づく体系ではヤブコウジ科に含めることも提案されていた。APG植物分類体系第3版ではサクラソウ科を広義のものとしてヤブコウジ科などを含めたため、オカトラノオ属もサクラソウ科に戻っている。

## 概要
多年草または小低木。茎は直立、斜上、または匍匐する。葉は茎に互生、対生または輪生し、縁は全縁である。花の色は黄色または白で、茎の先に総状または円錐状につくか、葉腋に1個つく。花冠は鐘状、高杯状から車形で、ふつう5裂、まれに3-9裂する。萼は深く5裂、ときに3-9裂し、果時まで残る。雄蕊は5個、ときに6-9個ある。子房は球形または楕円形で、花柱は糸状。果実は蒴果でふつう縦に5-7裂するが、ときに裂開しない。種子は網目模様の種皮に包まれる。

## 分布
全世界に分布し、160種ほど知られており、アジアの温帯に多い。日本には18種あり、帰化植物も確認されている。うち、ウミミドリとツマトリソウは別属とされていた。

## 属名の由来
属名  Lysimachia は古代マケドニア王国（トラキア）の王リュシマコスの名にちなむ。伝説によると、リュシマコス王がたけり狂った牝牛におそわれそうになったとき、この属の植物をふったら、その牝牛が鎮まったという。または、lysis + macheで、「終わる、ほどける」+「競争、争い」の意味。

## 日本に分布する種
- ヤナギトラノオ (Lysimachia thyrsiflora )
- モロコシソウ (L. sikokiana )
- クサレダマ (L. vulgaris var. davurica )
- コナスビ (L. japonica )
  - ヒメコナスビ (L. j. var. minutissima )
- ヘツカコナスビ (L. ohsumiensis )
- ミヤマコナスビ (L. tanakae )
- オニコナスビ (L. tashiroi )
- ヒメミヤマコナスビ (L. liukiuensis )
- ハマボッス (L. mauritiana )
  - オオハマボッス (L. m. var. rubida )
- シマギンレイカ (L. decurrens )
- ギンレイカ (L. acroadenia )
- サワトラノオ (L. leucantha )
- トウサワトラノオ (L. candida )
- ヌマトラノオ (L. fortunei )
- オカトラノオ (L. clethroides )
- ノジトラノオ (L. barystachys )
- ツマトリソウ (L. europaea )
- ウミミドリ (L. maritima var. obtusifolia )

## 日本における帰化種
- セイヨウクサレダマ (L. vulgaris )
- アメリカクサレダマ (L. ciliata )
- コバンコナスビ (L. nummularia )